# Річківська сільська рада (Косівський район)
| Рі́чківська сільська́ ра́да — колишній орган місцевого самоврядування у Косівському районі Івано-Франківської області з адміністративним центром у с. Річка. Водоймища на території, підпорядкованій даній раді: р. Річка. Сільській раді підпорядковані населені пункти: - с. Річка |

## Склад ради
Рада складається з 16 депутатів та голови.

### Керівний склад ради
| ПІБ                     | Основні відомості                                            | Дата обрання | Дата звільнення |
| ----------------------- | ------------------------------------------------------------ | ------------ | --------------- |
| Копчук Марія Григорівна | Сільський голова, 1948 року народження, освіта, позапартійна | 26.03.2006   | 31.10.2010      |
| Копчук Марія Григорівна | Сільський голова, 1948 року народження, освіта, позапартійна | 31.10.2010   |                 |

Примітка: таблиця складена за даними джерела